# ムラッチ・カップ
ムラッチ・カップ（英: Muratti Vase）は、イギリスのチャンネル諸島に所属するオルダニー島、ガーンジー島、ジャージー島のそれぞれの代表によるサッカー大会である。

## 概要

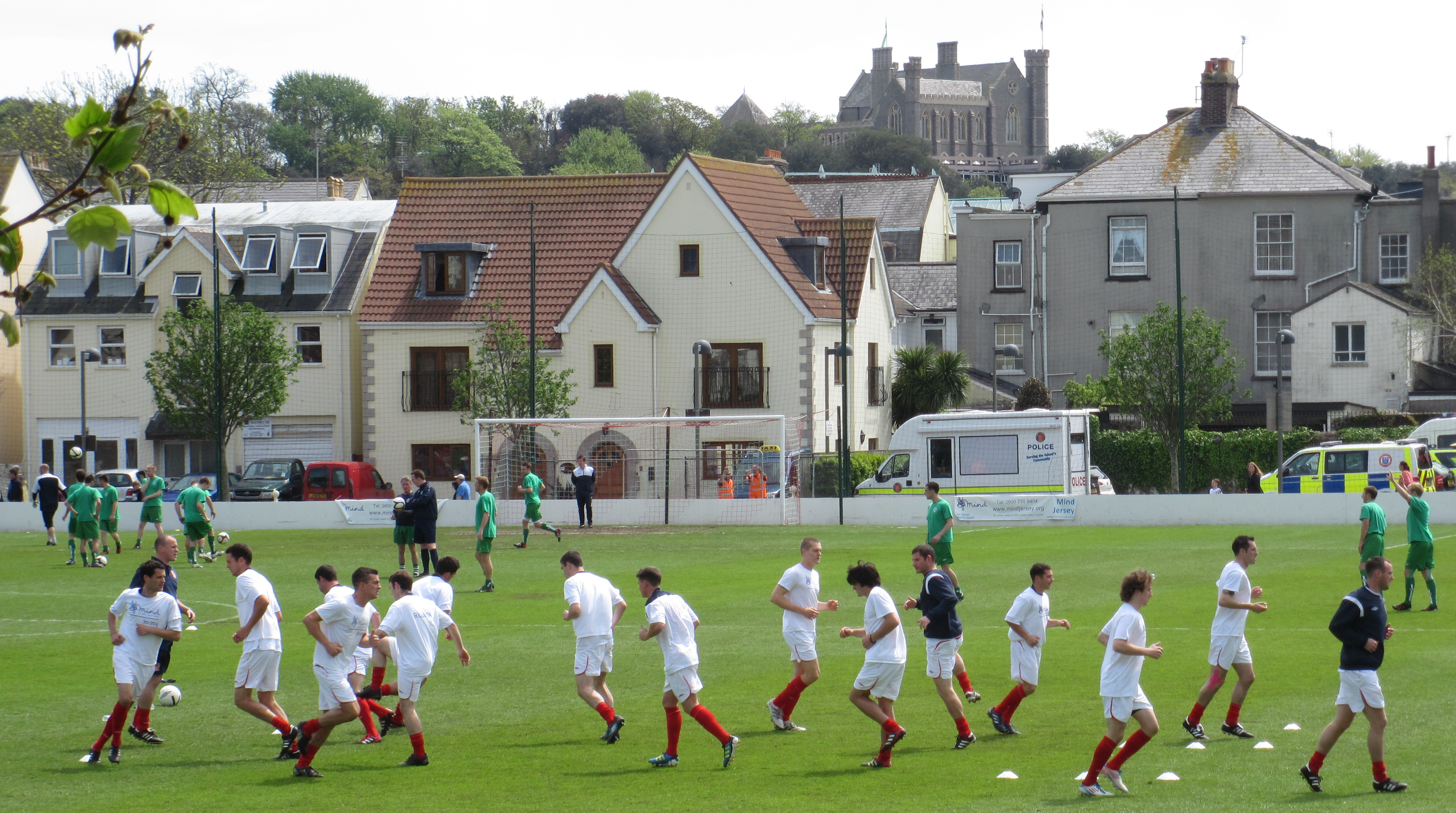
2012年大会決勝。ジャージー島vsガーンジー島の様子

1905年4月27日に第1回大会が行われ、100年以上の歴史を持つ大会である。大会が開催されなかった期間もあり、戦火の影響を受けた1915年～1919年（第一次世界大戦）と1940年～1946年（第二次世界大戦とナチス・ドイツによるチャンネル諸島占領）の間と、2020年、2021年の新型コロナウイルス感染症拡大の影響による中止を除き、毎年開催されてきた。保険会社がスポンサーに付き、男子のナショナルチームのみならず、U-21やU-18、さらに女子のナショナルチームの試合も開催される。イギリスの本国外、地域レベルの試合であるため、国際サッカー連盟（FIFA）や欧州サッカー連盟（UEFA）の管轄に含まれない。
準決勝と決勝の2試合からなる。準決勝は第二次世界大戦前の1939年までは、3島の持ちまわりで開催を担ってきた。準決勝が開催されなかった年度はあるが、オルダニー島の実力が他の2島より明らかに劣ると見られたため、第二次世界大戦を過ぎた1947年以後、オルダニー島は準決勝で必ず他の2島との対戦が組まれている。同島の連敗更新を受け（2024年時点78連敗中）、決勝はジャージー島とガーンジー島との一騎討ちが続いてきた。引き分け戦は2005年大会まで再試合を行い、2006年大会よりPK戦を導入して勝者を決めている。
2009年3月には、ジャージー島でタバコの広告を規制する法案が可決したため、大会の名称を変更する動きがあると報道された。同島では「ムラッチ」（英: Muratti'）という商標のタバコを販売していなかったのに、法案成立をめぐってこういう反応が見られたのは、「タバコ製造業者の名前を優勝トロフィーに付けた」と誤解されると、大会の価値が下落するのではないかとおそれたからである。

## 統計・記録
ナショナルチーム（男子）の試合結果のみ記す。

### 優勝回数
2024年時点。
| 回数 | 国名       |
| ---- | ---------- |
| 58回 | ジャージー |
| 46回 | ガーンジー |
| 1回  | オルダニー |

### 記録
丸カッコ内は優勝チーム名。
- 連覇記録　8連覇（1958年～1965年、ジャージー島）
- 最大差勝利試合
  - 準決勝　18-0 ジャージー島vsオルダニー島（1994年、ジャージー島）
  - 決勝　7-1 ジャージー島vsオルダニー島（1926年、ジャージー島）
- 最多得点試合　
  - 準決勝　18-0 ジャージー島vsオルダニー島（1994年、ジャージー島）
  - 決勝　6-4 ガーンジー島vsジャージー島（1957年、ガーンジー）